# キン肉マン 逆襲!宇宙かくれ超人
キン肉マン 逆襲!宇宙かくれ超人（キンにくマン ぎゃくしゅう!うちゅうかくれちょうじん）は、ゆでたまご原作のアニメ『キン肉マン』の劇場版第4作。東映まんがまつりで1985年7月13日に公開された。上映時間は39分。
キャッチコピーは「宇宙支配者のうしろに姿なき謎のヤミ帝王がいた!!」。

## 概要
観客動員数232万人。原作の短編読み切り『ロビン・メモの巻』を基にして、膨らました作品である。前作よりもギャグシーンがさらに増え、原作のように正義超人の弱点が書かれているとされる「ロビン・メモ」にもオチがあり、実際には正義超人たちは弱点ではなく、何より好きなもの（テリーマン曰く「好きで好きでたまらないことを弱点とも言う」とのこと）。時系列は夢の超人タッグ編終了後と明言されている。ジェロニモは本作が劇場版初登場となる。
本編・劇場版の敵キャラクターが強化再生されて、登場しているのが特徴。田宮武は「舞台が宇宙なので、美術にも凝ってよりスケールアップした作品」と語っている。監督の山吉康夫は前作が子供に受けなかったことの反省を踏まえ、「今回は少しでも釘付けにするためにおもちゃばこをひっくり返したみたいにしたんです。テンポがよくなって前回よりいいデキだったと思います」と評している。
夏期に公開されたため、本編にてキン肉マンがテレビでロビンマスクのラグビーを応援するシーンでは浴衣を着ていたり、エンディングテーマに「キン肉マン音頭」が使用されている。
まんがまつりの後、公開を予定していた香港映画『香港発活劇エクスプレス 大福星』『嵩山少林寺』の二本立てへの興行不安があり、この年東映は『夢千代日記』なども含めて興行が振るわず、岡田茂東映社長が「何とか大台（興収10億円）に乗せろ」と指令を出し、8月10日に公開された『大福星』『嵩山少林寺』の朝一回目を大半の劇場でまんがまつりに差し替えて10億円を超える大ヒットとなった。

## あらすじ
ハイドラ星に潜むハイドラキング率いるかくれ超人が、宇宙征服に邪魔な正義超人打倒に乗り出し、ロビンマスクを攫い、彼が仲間たちの弱点を書き記したロビン・メモまで奪う。エリザベス女王は大英の誇りたる彼を救出した者の望みを叶えると言い、それを抜きにしても友を救うべく、勇んでキン肉マンたち正義超人はハイドラ星に向かう。

## ゲストキャラクター

### かくれ超人
ハイドラ星に隠れ、宇宙を悪のもとに支配せんと密かに狙う超人たち。劇場版で戦ってきた多くの悪の超人たちが敗れた後、ロビンマスクをさらい正義超人殲滅を狙う。
ハイドラキング
出身地：ハイドラ星
超人強度：1200万パワー
かくれ超人の帝王。闘うことを何より好むが、コミカルな面も多い。キン肉マンを圧倒するも、弱点である頭を正義超人たちの合体技・超人サザンクロスで攻撃され、最後はキン肉マンのキン肉ドライバーで倒される。
田宮武は、「すごく強力な奴で、1対1ではとてもかなわない」と評している。
ハイドラブートン
ハイドラキングの親衛隊。部下を率いてロビンメモを奪取する。ハイドラキングの命令で、キン肉マンらの弱点をついた罠を仕掛けるも逆に彼らの好物＝弱いと解釈したため、正義超人らを勇気づける結果となる。正義超人との戦いではニューサンシャインとともにウォーズマンと闘うも、先に倒された後にニューサンシャインに踏みつけられ、さらに2人の闘いの巻き添えを食らう。また、部下たちがロビンマスクの城の書庫でロビンメモを探す中、一人だけキン肉マンの漫画を読んでいた。
ハイドラガン
ハイドラキングの部下。腕に銃を装備している。ハイドラキングに戦闘配置の伝令を任されていた。バッファローマンと闘い、胸をロングホーンで突き刺され敗北。
デザインについて、森利夫は『エイリアン』からヒントを得たという。
ハイドラスモウ
ハイドラキングの部下。力士風の超人。リキシマンと闘い、腕をもぎ取られて敗北。
デザインについて、森利夫は「お腹にまわしがのってしまった小錦」を見て思いついたという。
ハイドラインディー
ハイドラキングの部下。インディアン風の超人。鉄棒が武器。ジェロニモと闘い、脇腹を斧で切られ敗北。
ニューアシュラマン
出身地：魔界
超人強度：1000万パワー
アシュラマンが強化再生された姿。衣装が異なる他、左側の腕が凶器になっている。テリーマンと闘うが、腕をもぎ取られ、ニードロップを喰らい敗北。
ニューサンシャイン
出身地：ペルー
超人強度：700万パワー
サンシャインが強化再生された姿。上半身が装甲に覆われている。ウォーズマンと闘うが、額にベアークローを突き刺されて敗北。
ニューブラックホール
出身地：バミューダ海域
超人強度：200万パワー
ブラックホールが強化再生された姿。頭部と両肘に鶏冠状の飾りがついている。ラーメンマンと闘い、腹部を手刀で突かれて敗北。
ニューブラックレイン
劇場版『キン肉マン 大暴れ!正義超人』で登場したブラック・レインが強化再生された姿。前に比べ、よりロボットらしい姿に変わっている。かつて自分を倒したブロッケンJr.と闘うが、キックで頭部を破壊され、再び敗北する。
ウコンJr.とその部下
前作で敗れたウコン三世の息子。関西弁で話す。父の敵としてキン肉マンに挑むがトイレに流される。

## 声の出演
- キン肉マン - 神谷明
- ミート君 - 松島みのり
- 中野さん - はせさん治
- ナツコ - 鶴ひろみ
- マリさん - 中島千里
- テリーマン - 田中秀幸
- ジェロニモ - 塩沢兼人
- ウォーズマン - 堀秀行
- ナチグロン - 山本圭子
- キン肉大王 - 岸野一彦
- キン肉王妃 - 山口奈々
- ラーメンマン - 蟹江栄司[注 1]
- ブロッケンJr.、与作さん[11] - 水鳥鉄夫
- 大会委員長 - 北川米彦
- ロビンマスク - 郷里大輔
- リキシマン - 広瀬正志
- バッファローマン、イワオ[11] - 佐藤正治
- キン骨マン - 二又一成
- 五分刈刑事 - 戸谷公次
- ハイドラブートン - 矢田耕司
- ハイドラキング - 青野武
- ウコンJR[12] - ゆでたまご（特別出演）

## スタッフ
- 製作総指揮：今田智憲
- プロデューサー：田宮武
- 原作：ゆでたまご
- 脚本：山崎晴哉
- 音楽：風戸慎介
- 撮影監督：菅谷信行
- 編集：祖田冨美夫
- 録音：市川修
- 美術監督：襟立智子
- 作画監督：森利夫
- 製作担当：関良宏
- 監督：山吉康夫
- 原画：高橋英吉、山崎唯文、深谷英作、小曽根孝夫、多田康之、松本朋之
- 動画：大村まゆみ、杉山典子、植木貴子、小曽根陽子、大島明子、上野茂々子、松村啓子、村松さつき、川合千恵、宮下恵理子、安藤恵子、長能主憲、山下悟、稲田浩、溝口慶子、古屋雅和、葛西智、山田みどり、成田達司、横林浩
- 動画チェッカー：上野千夏
- 背景：井出智子、池上みどり、壇久美子、松尾美千代、田中みつる
- セログラフ：金井八重子
- トレース：坂野園江
- 彩色：平賀真紀、豊永純一、俵真知子、新井こずえ、荒川喜代美、本田美佐子、増田幸子、坂本洋子
- 検査：新井マリー
- 特殊効果：壇合昇
- 撮影：神山茂男、宮本勝啓、田口久男、高石稔
- ネガ編集：福光衣久子
- 音響効果：横山正和
- 仕上進行：茂木明子
- 美術進行：中村実
- 記録：竹沢裕美子
- 製作進行：城田佳和
- 助監督：浅田裕二
- 録音スタジオ：タバック
- 現像：東映化学

## 主題歌
オープニングテーマ - 『炎のキン肉マン』
歌 - 串田アキラ / 作詞 - 森雪之丞 / 作曲 - 芹澤廣明 / 編曲 - 奥慶一
エンディングテーマ - 『キン肉マン音頭』
歌 - 神谷明、松島みのり、こおろぎ'73、Shines / 作詞・作曲 - 森雪之丞 / 編曲 - 田中公平

## 同時上映
- Dr.スランプ アラレちゃん ほよよ!夢の都メカポリス
- キャプテン翼 ヨーロッパ大決戦
- 電撃戦隊チェンジマン シャトルベース危機一髪!

## 映像ソフト
いずれも東映ビデオより発売。
- VHS

1985年11月21日に発売。
- DVD
  - キン肉マン THE☆MOVIES
2004年4月21日発売。
  - キン肉マン コンプリートDVD-BOX
2008年12月20日発売。